# Hibbertia woronorana
Hibbertia woronorana är en tvåhjärtbladig växtart som beskrevs av Toelken. Hibbertia woronorana ingår i släktet Hibbertia och familjen Dilleniaceae. Inga underarter finns listade i Catalogue of Life.